# NGC 7495
NGC 7495 é uma galáxia espiral (Sc) localizada na direcção da constelação de Pegasus. Possui uma declinação de +12° 02' 53" e uma ascensão recta de 23 horas, 08 minutos e 57,4 segundos.
A galáxia NGC 7495 foi descoberta em 31 de Outubro de 1885 por Lewis A. Swift.